# Joan Company Florit
Joan Company Florit (Sant Joan de Sineu, Mallorca, 1954) és un músic, musicòleg i director de corals mallorquí.
Ha fet estudis d'harmonia i formes musicals amb Manuel Oltra i Ferrer i d'anàlisi musical, harmonia i contrapunt amb Benet Casablancas i Domingo Estudis de direcció coral amb Manuel Cabero i Vernedas, Pierre Cao i Oriol Martorell i Codina, i estudis de direcció orquestral amb Salvador Mas i Conde.
Va ser el director i fundador de la Coral de Sant Joan (Mallorca) de 1975 - 1980. Des del curs 1976 fins al 2023, va dirigir i fundar la Coral Universitat de les Illes Balears, consolidant-la com una autèntica escola coral. És el fundador, i actualment també el director, de la Partituroteca i Centre de Documentació Musical de la Universitat de les Illes Balears.
Ha fet recerca musicològica, publicant articles a Ritmo, Revista Musical Catalana, Estudis Baleàrics, Lluc i International Choral Bulletin, entre d'altres. Ha col·laborat en la redacció del Diccionario de la Música Española e Hispanoamericana, la Història de la Música Catalana, Valenciana i Balear, Cent anys de la Història de Balears, i és autor de tres estudis biogràfics al llibre Tres músics mallorquins Antoni Torrandell, Joan M.ª Thomàs, Antoni Matheu.
Fou director artístic del Coro de la Orquesta Sinfónica de Galicia, des de 1999 fins a 2022. Aquell any fou nomenat Mestre de Capella de la Seu, Catedral de Mallorca, i el 2023 el Consell de Direcció de la Universitat de les Illes Balears li va concedir el Premi Ramon Llull.